# Palacio de los Vargas (Madrid)
El Palacio de los Vargas es un edificio de origen renacentista, ubicado en el número 4 de la plaza de la Paja, dentro del Barrio de La Latina, en Madrid (España). Construido como casa señorial en el siglo XV, ha tenido numerosos usos a lo largo de su historia y ha sido objeto de diferentes remodelaciones arquitectónicas, que han transformado sustancialmente su trazado original. Actualmente es la sede del Centro de Educación Secundaria Santa Bárbara.

## Toponimia
El topónimo de este palacio alude a la Casa de Vargas, a la que se debió su construcción. Este linaje, uno de los más influyentes del Madrid antiguo, poseía otros inmuebles en la capital, como la Casa de Iván de Vargas, el Palacio de la Casa de Campo y el actual Museo de San Isidro. 

## Historia

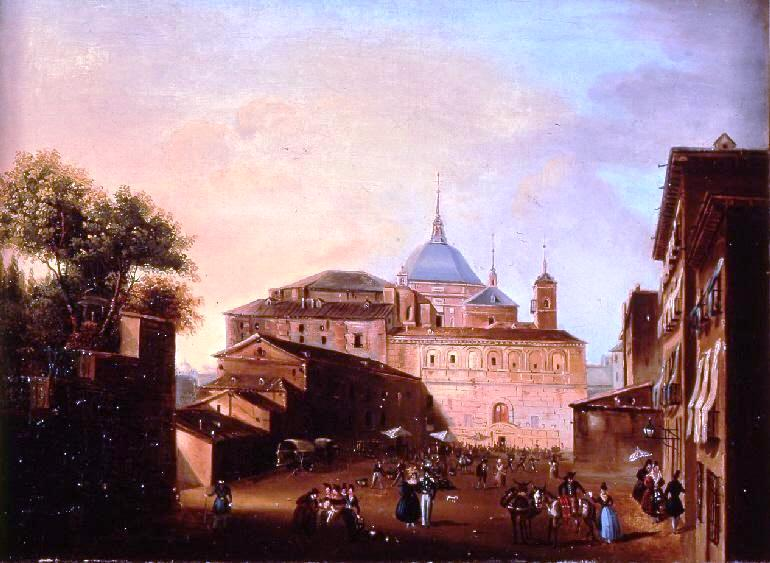
La Costanilla de San Andrés, de José María Avrial y Flores (1840, Museo de Historia de Madrid. En el centro-izquierda aparece el palacio con el aspecto que tenía en el.

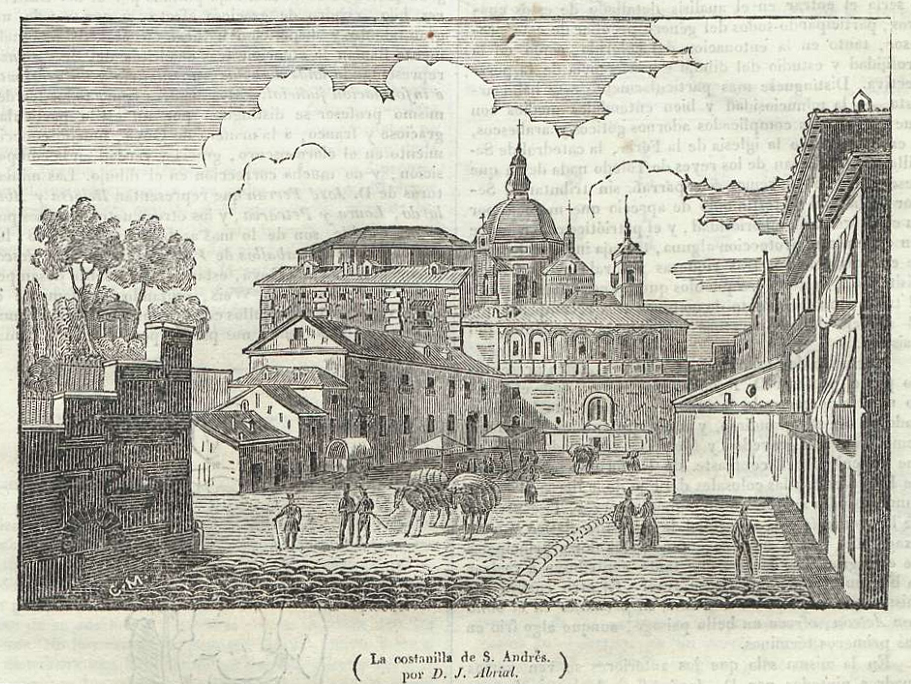
Grabado inspirado en la pintura de Avrial incluida a la izquierda, donde puede observarse con mayor nitidez la apariencia decimonónica del edificio.

Según el periodista e historiador Pedro Montoliú, el palacio fue levantado a finales del siglo XV, a instancias de Francisco de Vargas y Medina, consejero de los Reyes Católicos y del emperador Carlos I.
Fue edificado en el ángulo suroccidental de la plaza de la Paja, sobre un solar que parcialmente estuvo ocupado por la casa de Ruy González de Clavijo, embajador del rey Enrique III de Castilla. En sus proximidades existían otras casas señoriales, como el Palacio de los Lasso de Castilla, perteneciente a la Casa de la Vega, o el Palacio de Isabel la Católica, llamado así por la falsa creencia de que ahí se alojaba la reina durante sus estancias en Madrid.
En los terrenos colindantes al palacio, propiedad igualmente de la familia, Francisco de Vargas hizo construir en 1520 una capilla para albergar los restos mortales de San Isidro, de tal manera que esta quedó adosada a la residencia. Con el tiempo esta capilla terminaría siendo conocida como capilla del Obispo, en referencia a Gutierre de Vargas y Carvajal, hijo de aquel y obispo de Plasencia (Cáceres) entre 1524 y 1559.
Durante la Guerra de las Comunidades de Castilla (1520-1522), el palacio fue saqueado, junto con otros inmuebles de los Vargas, debido al apoyo de la familia al emperador Carlos I.
En 1541 la casa sufrió un incendio, cuando en ella residía el cardenal García Loaysa y Girón, presidente del Consejo de Indias. Según la tradición, el eclesiástico logró salvarse saltando desde una de las ventanas. En 1609 nació en ella Bernardino Fernández de Velasco, octavo condestable de Castilla.
El edificio perdió su función residencial en el siglo XIX. En la década de 1870 el arquitecto José Asensio Perdiguer acondicionó sus plantas inferiores para la instalación del Teatro y Café España, donde, en palabras de Ramón Gómez de la Serna, se daban "espectáculos de a real la pieza". Dicha sala teatral abrió sus puertas en 1874 y dejó de funcionar poco antes de finalizar el siglo XIX, a causa de un incendio.

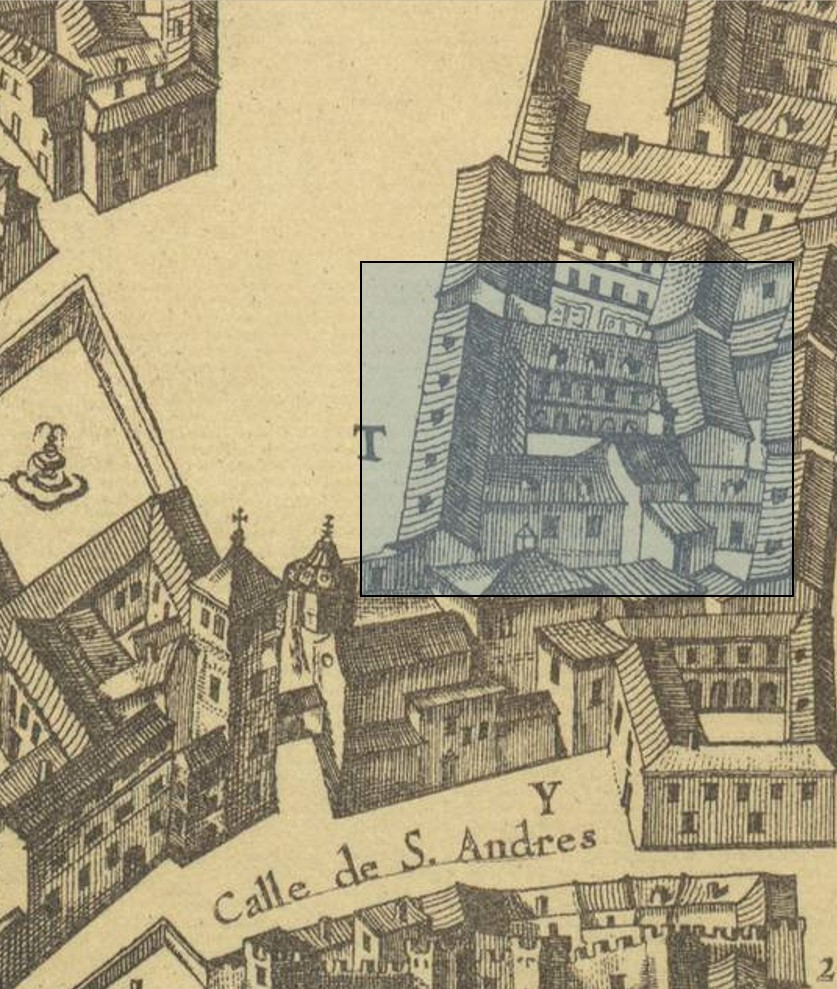
Localización del Palacio de los Vargas en el plano de Madrid de Pedro Teixeira (1656).

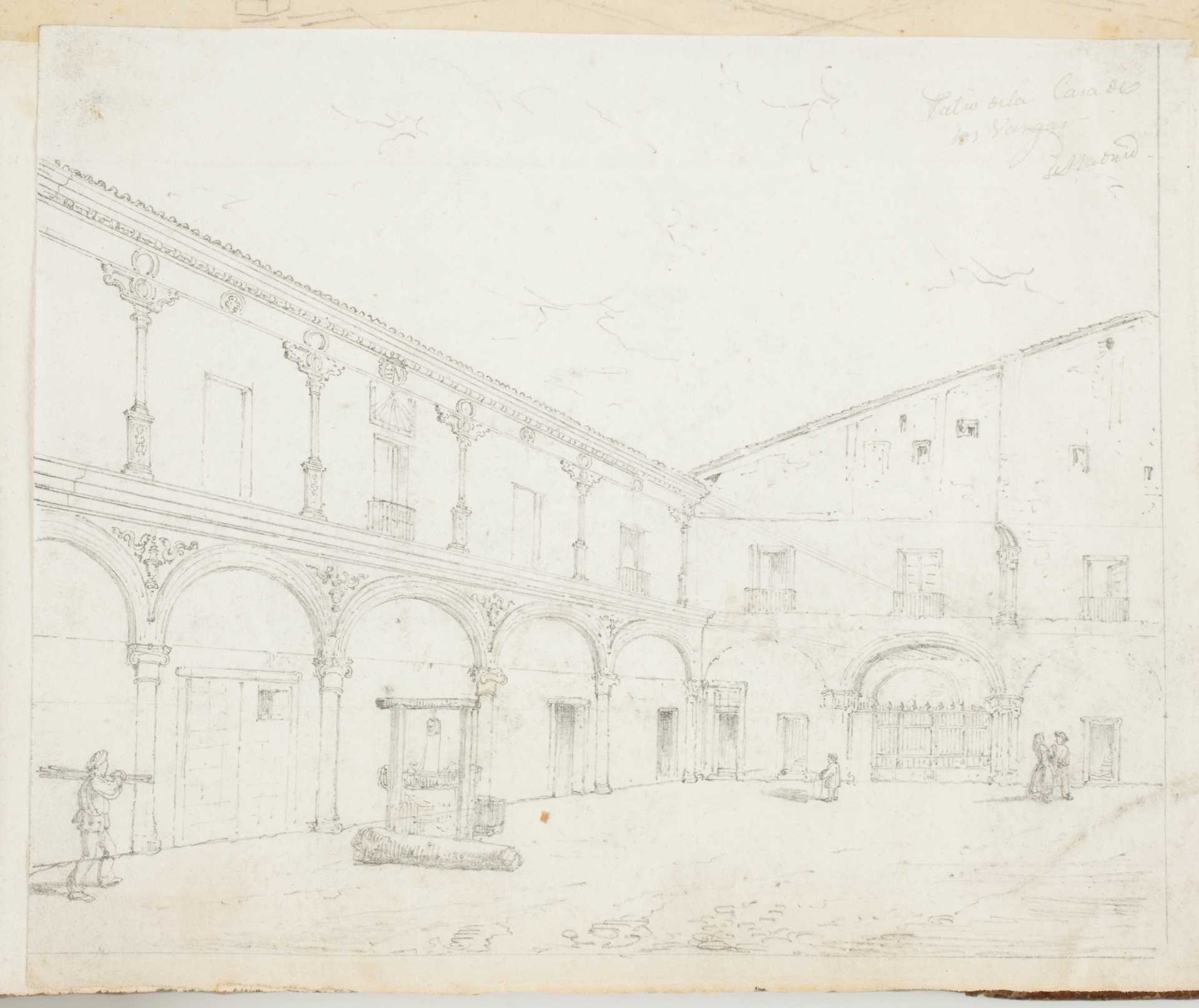
Patio renacentista del palacio, según un dibujo del de Cecilio Pizarro.

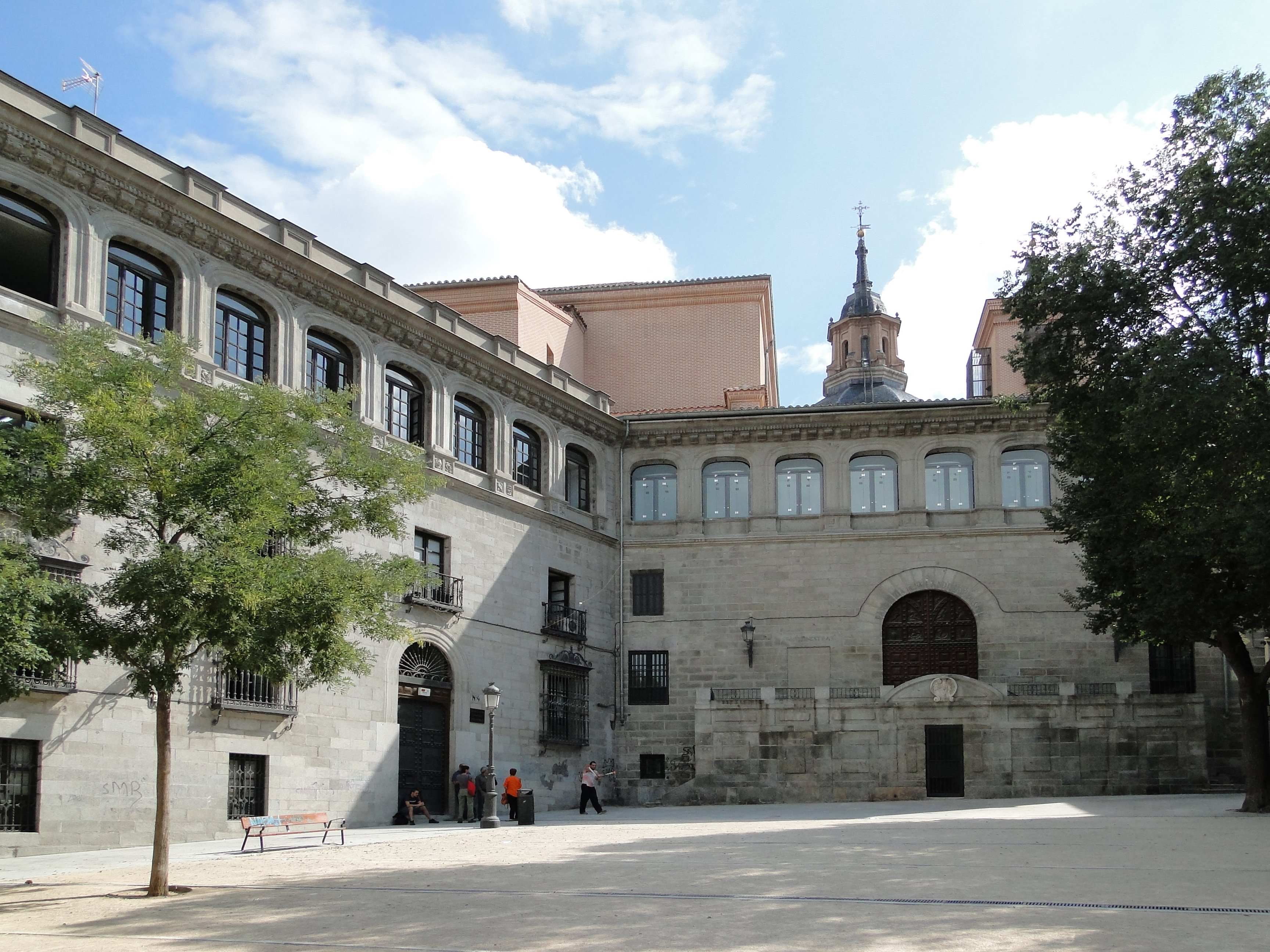
La fachada del palacio es una prolongación de la de la Capilla del Obispo (a la derecha).

Por su parte, los pisos superiores albergaron las oficinas de la Caja de Imposiciones, conocida popularmente como la Caja de los Pobres, donde, igualmente en la década de 1870, se produjo el primer fraude piramidal de la historia, de manos de Baldomera Larra, hija del escritor Mariano José de Larra. Otro de los negocios que tuvieron su sede en el palacio de los Vargas, a lo largo del siglo XIX, fue la Imprenta de Enrique Rubiños.
En 1921 el palacio fue transformado para su adecuación como sede del Círculo Católico Obrero de San José, que permaneció en el mismo hasta el año 1976. El proyecto fue llevado a cabo por el arquitecto Emilio Antón, quien adoptó una solución historicista, a modo de prolongación de la contigua capilla del Obispo, con la que el edificio forma ángulo.

## Descripción
Poco se sabe del aspecto que pudo tener el palacio primitivo. Según el plano de Madrid de Pedro Teixeira (1656), su planta era cuadrangular y disponía de un amplio patio interior de dos alturas, que estaba porticado en sus dos plantas, en la línea de otras residencias madrileñas renacentistas, como el actual Museo de San Isidro o la Casa de Álvaro de Luján de la plaza de la Villa. El Museo del Prado conserva un dibujo de Cecilio Pizarro (1825-1886), donde puede apreciarse la configuración renacentista del patio, antes de su desaparición.
Según se intuye de otros dibujos y pinturas del siglo XIX, periodo en el cual se llevaron a cabo numerosas remodelaciones, el palacio constaba entonces de un solo volumen, de los cuatro reflejados por Teixeira. En el cuadro La costanilla de San Andrés (1840), de José María Avrial, puede verse una única estructura de planta rectangular, con cubiertas abuhardilladas a dos aguas y una sencilla fachada, abierta por varios vanos, que conferían al conjunto una marcada horizontalidad.
La construcción que ha llegado a nuestros días es resultado de la intervención realizada en el primer tercio del siglo XX, cuando fue creada la fachada neorrenacentista que da a la plaza de la Paja, inspirada en la del capilla del Obispo. No solo toma prestados los mismos materiales de fábrica de este edificio (básicamente la piedra de granito), sino también algunos de sus elementos arquitectónicos, caso de la galería de ventanales de la parte superior, réplica exacta de la existente en la capilla. 
Dicha galería está integrada por una sucesión de once arcos rebajados, enmarcados cada uno por una doble moldura y con relieves florales en los puntos de confluencia y en la base. 
Con todo, la fachada también incorpora rasgos del antiguo palacio (o al menos de su configuración decimonónica), como son la abundancia de vanos (frente al aspecto más compacto de la Capilla del Obispo) o la ubicación lateralizada del acceso, justo en el mismo punto donde se encontraba originalmente. Éste se forma a partir de una portada de medio punto, que, si bien recuerda a la del edificio religioso, no es completamente idéntica, ya que se presenta amoldurada y rompiendo la simetría de la composición.